# Phytelephas aequatorialis
Phytelephas aequatorialis är en enhjärtbladig växtart som beskrevs av Richard Spruce. Phytelephas aequatorialis ingår i släktet Phytelephas och familjen Arecaceae. IUCN kategoriserar arten globalt som nära hotad. Inga underarter finns listade i Catalogue of Life.